# Тончо Чакъров
Тончо Иванов Чакъров е български политик от БКП.

## Биография
Роден е на 21 октомври 1932 г. в Раднево. От 1947 година е член на РМС, а от 1959 и на БКП. През 1956 година завършва ВМЕИ. Започва работа като технолог, главен технолог и главен инженер на Машиносекция за сътрудничество между Българската търговско-промишлена палата и Италианския институт за външна търговия. Бил е директор на Научноизследователския технологичен институт в Казанлък. През 1968 година става генерален директор на ДСО „Балканкар“, а през 1971 година началник-отдел „Промишлен“ в ЦК на БКП, а през 1976 година отново завежда същия отдел. Оттогава е и член на ЦК на БКП. В периода 1973 – 1977 е назначен за министър на машиностроенето и металургията, а след това през 1981 – 1984 за министър на машиностроенето и електротехниката. Между 1984 и 1985 е първи заместник-министър на машиностроенето и член на Министерския съвет. През 1985 за една година е назначен за министър на металургията. От 1986 до 1990 година е посланик на България в Чехословакия. След 1991 ръководи различни фирми, занимаващи се с търговия. Между 1990 и 1992 година ръководи търговско-икономическата служба в посолството на република България в Япония. В периода 1992 – 1994 година е президент на частната фирма „Микра“. От 1993 година е председател на Българо-японския икономически комитет. Почива на 2 юли 2019 г. в София.